# Epicautini
Epicautini — род жуков семейства нарывников. В трибе насчитывается 4 рода.

## Распространение
Эти нарывники распространены практически повсеместно, за исключением Австралии. Большинство обитатели Северной Америки.

## Описание
Надкрылья покрыты окрашенными волосками, которые обычно образуют рисунок из светлых продольных полос на чёрном фоне.— редко надкрылья совершенно бархатно-чёрные. Усики тонкие, нитевидные, к вершине не расширенные. Передние голени и бёдра снизу с продольным вдавлением, усаженным бахромой из светлых волосков.

## Развитие
Самка откладывает яйца в землю. Личинка сбрасывает экзувий при каждой линьки. Развивается в кубышках саранчовых, которых тиунгулины активно отыскивают. Личинка последнего возраста окукливается в почве, в колыбельке, вырытой личинкой.

## Экология
Взрослые жуки питаются листьями растений. Личинка является энтомофагом.

## Систематика
В составе рода:
- Denierella
- Epicauta
- Linsleya
- Psalydolytta